# Dick Hutcherson
Dick Hutcherson (Keokuk (Iowa), 30 november 1931 - 6 november 2005) was een Amerikaans autocoureur. Hij reed tussen 1964 en 1967 in de NASCAR Grand National Series.

## Carrière
Hutcherson debuteerde in de NASCAR in 1964 tijdens de Greenville 200 op de Greenville-Pickens Speedway en reed dat jaar nog drie andere races. Twee keer finishte hij in de top vijf dat jaar. In 1965 ging hij fulltime aan de slag en won negen races en werd vice-kampioen. In 1966 won hij drie races uit veertien deelnames. In 1967 won hij twee keer, op de Smoky Mountain Raceway en zijn laatste overwinning behaalde hij op de Atlanta Motor Speedway waarna hij op het einde van dat jaar zijn actieve loopbaan als NASCAR-coureur stopzette. Daarna werd hij teammanager en behaalde successen met onder meer twee wereldtitels (in 1969 en 1969) met zijn rijder David Pearson. Hutcherson overleed in 2005 op 73-jarige leeftijd.